# Spittelmarkt
Spittelmarkt – plac w Berlinie, w Niemczech, w dzielnicy Mitte, okręgu administracyjnym Mitte. Został wytyczony w XVIII wieku.
Przy placu znajduje się stacja metra linii U2 Spittelmarkt.